# 路易斯·蒙巴顿
海军元帅路易斯·法蘭西斯·阿尔伯特·维克托·尼古拉斯·蒙巴顿，第一代緬甸的蒙巴頓伯爵（英語：Louis Francis Albert Victor Nicholas Mountbatten, 1st Earl Mountbatten of Burma，1900年6月25日—1979年8月27日），通称蒙巴顿勋爵（英語：Lord Mountbatten），英国政治人物、皇家海军元帅、温莎王室近亲，曾任盟军东南亚战区最高司令、印度副王及总督、英国第一海务大臣、英國國防參謀長等职。他同時是英国爱丁堡公爵菲利普亲王的舅舅。1979年被爱尔兰共和军刺杀，享壽79岁。

## 生平

### 出身

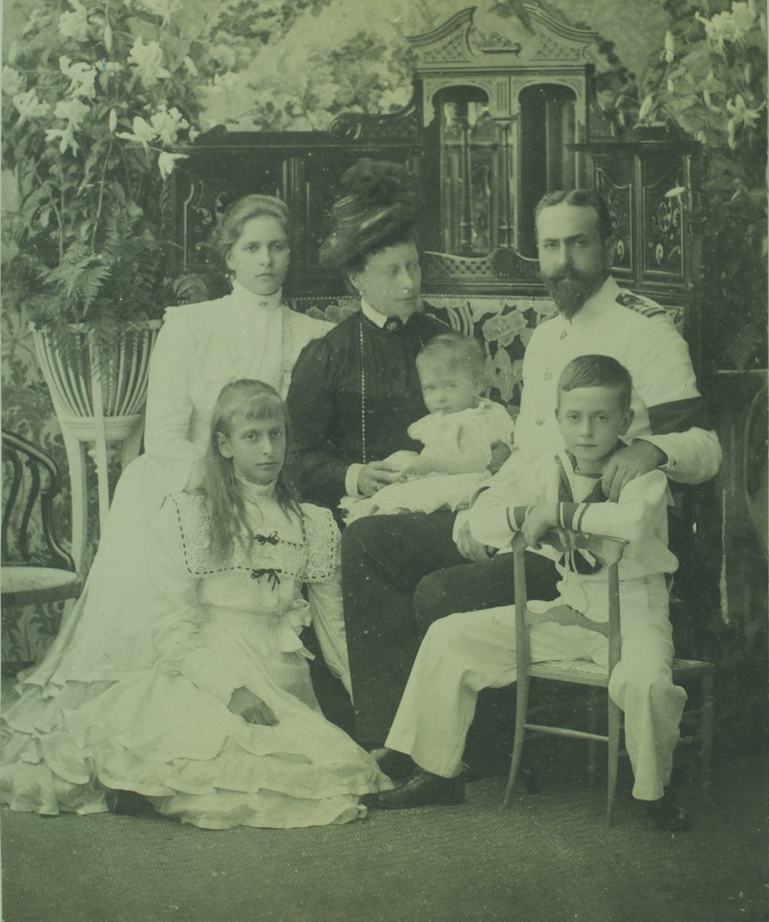
1902年，蒙巴顿一家的合影（中间被维多利亚公主抱着的婴儿是路易斯·蒙巴顿）

1900年6月25日，路易斯·蒙巴顿出生于英国伯克郡温莎的浮若閣摩爾宮，父亲是巴腾贝格的路易斯亲王，母亲是黑森和萊茵的維多利亞公主，他是二人的次子与最小的孩子。
路易斯·蒙巴顿的外祖父是黑森和萊茵大公路德维希四世，外祖母是维多利亚女王的二女儿爱丽丝公主，祖父是黑森和萊茵大公路德维希二世（既是曾祖父也是外高祖父）的三子亚历山大亲王，祖母是豪克家族的尤利娅·豪克。由于祖父母的婚姻属于贵贱通婚，故蒙巴顿父子二人的敬称是亲王殿下而非王室殿下，且无黑森的王子头衔。依照年龄次序，蒙巴顿的兄姊分别是巴滕贝格的爱丽丝公主（英王查尔斯三世的祖母），路易絲·蒙巴頓（后来为瑞典王后）与第二代米尔福德黑文侯爵乔治·蒙巴顿。
1900年7月17日，在温莎教长菲利普·艾略特的主持下，路易斯·蒙巴顿的洗礼在浮若閣摩爾宮的大客厅举行，他的教父母包括维多利亚女王（外曾祖母）、沙皇尼古拉二世（姨父）与巴腾贝格的弗朗茨·约瑟夫亲王（叔叔）。
路易斯·蒙巴顿的昵称是“迪基”（Dickie）。其源于维多利亚女王提议的昵称“尼基”（Nicky），但为避免同多位昵称为“尼基”的俄国皇族混淆，他的昵称便被亲友改为“迪基”。
路易斯·蒙巴顿在家中接受了最初的十年教育，随后进入赫特福德郡的洛克斯公园学校就读。1913年5月，他进入奥斯本皇家海军学院就读。
童年时期，路易斯·蒙巴顿曾探访圣彼得堡的俄国皇宫，同该国皇族建立起亲密关系，并对姨表妹俄羅斯的瑪麗亞·尼古拉耶芙娜女大公暗生情愫。终其一生，他都将玛丽亚女大公的照片摆在卧室。

### 一战生涯

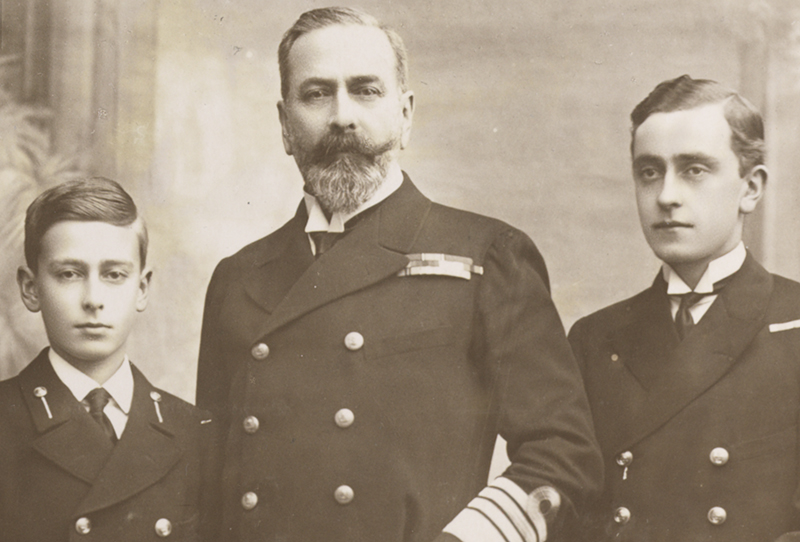
1914年，路易斯·蒙巴顿与父亲（中）、哥哥（右）的合影

1916年7月，年仅16岁的路易斯·蒙巴顿被派到戴维·贝蒂的旗舰狮子号战列巡洋舰上服役，担任见习军官。1916年8月参与战斗后，他又转入至另一艘旗舰伊丽莎白女王号战列舰服役，并经历第一次世界大战的最终阶段。1917年7月，乔治五世为平息国内的不满情绪而改掉德国姓氏，而巴腾贝格的路易斯亲王等英国其他贵族也纷纷效仿，放弃源于德国的姓氏与爵位，路易斯因而有了英国化姓氏“蒙巴顿”；同年11月，巴腾贝格的路易斯亲王于被封为米尔福德黑文侯爵，而路易斯·蒙巴顿作为侯爵次子，亦获得勋爵的礼节性头衔。1918年7月，路易斯·蒙巴顿前往西线战场进行十天的访问。
1918年10月13日，路易斯·蒙巴顿作为代理少尉，被任命为p-31单桅快船的副指挥官。1919年1月15日，他正式成为少尉。第一次世界大战结束后，路易斯·蒙巴顿于1919年10月进入剑桥大学基督学院，学习两个学期的英国文学课程（该课程是英国官方为弥补因战争而中断学业的初级军官而设计的）。期间，他还成功当选剑桥大学辩论社常委。不过，他因为同情新兴的工党而遭到怀疑。

### 战间期生涯

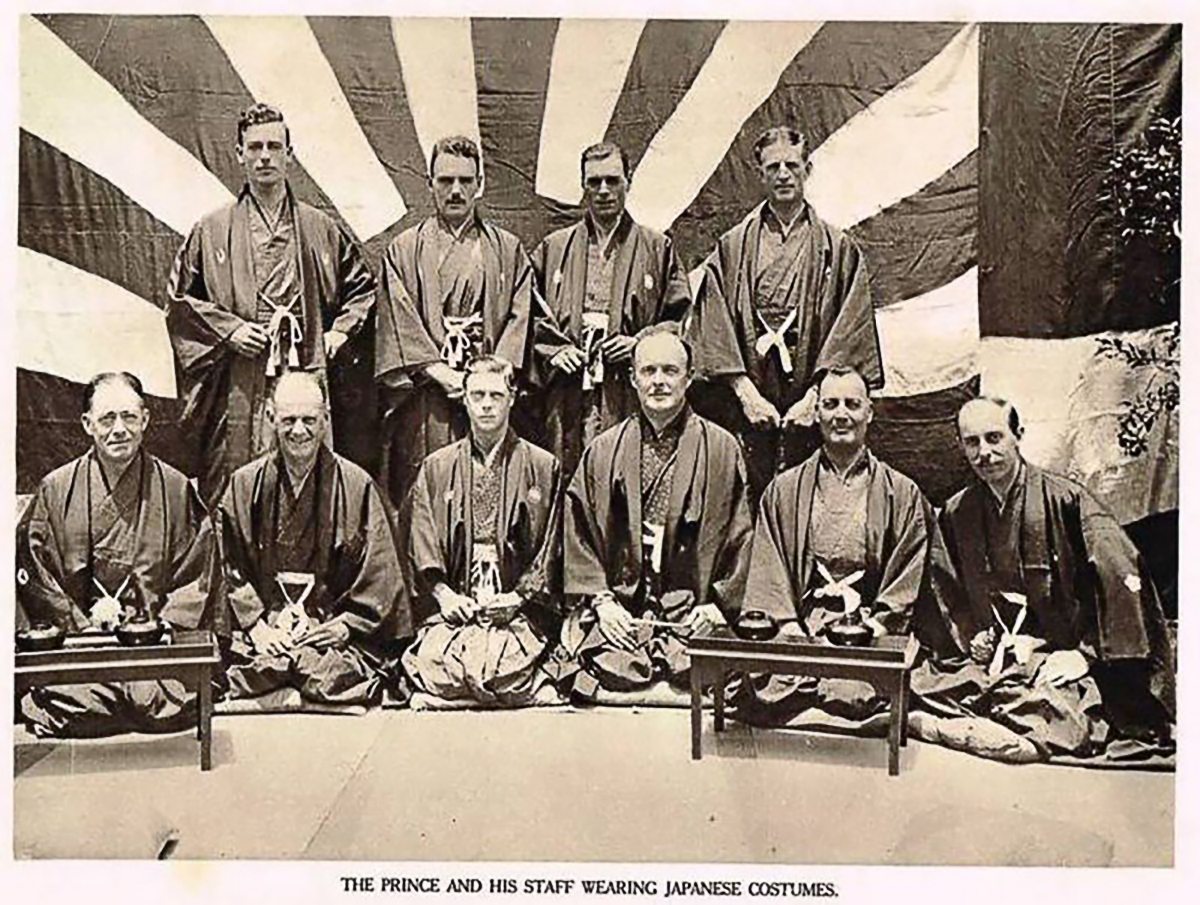
1922年，访问日本的蒙巴顿（左侧第一位站立者）与威尔士亲王爱德华等人在旭日旗前穿着和服合影

1920年3月，蒙巴顿被派往声望号战列巡洋舰服役，并随威尔士亲王爱德华乘坐该舰对澳大利亚进行王家巡游。同年4月15日，他被晋升为中尉。1921年初，由于英国的罢工浪潮愈演愈烈（参见1921年黑色星期五），皇家海军的军人被派去执行民防任务。蒙巴顿也在北英格蘭指挥一支由锅炉工组成的排，其中多数人从未用过步枪。
1921年3月，蒙巴顿又被派往反击号战列巡洋舰服役，并随威尔士亲王爱德华乘坐该舰对亚洲进行王家巡游。经过两次巡游中，爱德华与蒙巴顿结为好友。1920年代初，受“格迪斯大斧”影响，蒙巴顿同届的52%军官被裁，但由于蒙巴顿出身富贵、人脉广泛且备受器重，他得以幸免于难。1923年1月，他被派往地中海舰队的复仇号战列舰服役。
出于对技术发展与电子装置的兴趣，蒙巴顿于1924年8月进入朴次茅斯信号学校学习，随后又短暂地赴格林威治皇家海军学院学习电子学。1926年，他被派往百夫长号战列舰服役，并于次年1月调到地中海舰队，担任舰队司令罗杰·凯斯的助理无线电与信号联络官。1928年4月15日，蒙巴顿晋升为海军少校。1929年7月，他回到朴次茅斯信号学校担任无线电高级教官。1931年8月，他回到地中海舰队担任无线电联络官。1932年12月31日，他晋升为海军中校，随后派到决心号战列舰服役。
1934年，蒙巴顿被任命为勇敢号驱逐舰的舰长，首次成为战舰指挥官；数月后，这艘新舰被调往英屬新加坡，蒙巴顿则成为与之交换的旧舰威沙特号驱逐舰的舰长。1936年6月23日，蒙巴顿被任命为英国君主的私人海军副官，同年7月加入英国海军部海航司。自从在海军部任职后，由于他总是惹出麻烦，故被戏称为“灾难大师”。1937年6月30日，蒙巴顿晋升为海军上校。

### 二战生涯

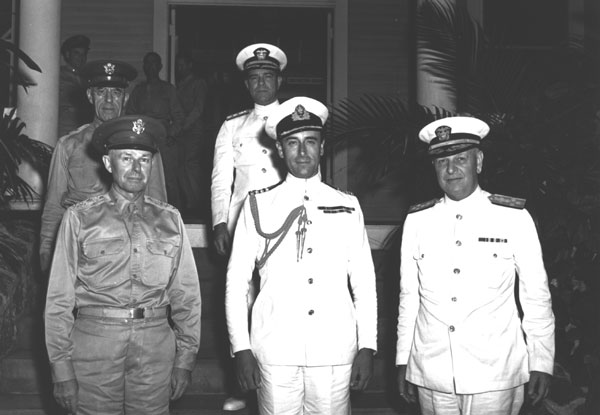
1941年8月，蒙巴顿（中）与美國太平洋艦隊司令哈斯本·金梅爾（右）、夏威夷军区司令沃爾特·肖特（左）合影

#### 凯利号舰长
1939年6月，蒙巴顿成为凯利号驱逐舰舰长。1939年8月23日，凯利号加入现役。9月3日英国对德国宣战，第二次世界大战爆发。凯利号奉丘吉尔的命令，前往法国，将温莎公爵夫妇接回英国。1939年10月，凯利号奉命北上挪威海域，为英国和挪威之间的HN和ON运输船队提供护航。在这段时期，蒙巴顿发明了海军迷彩“蒙巴顿粉红”。
1940年3月9日，在从苏格兰前往卑尔根的ON-17护航队中，凯利号和南下的HN-17护航队中的廓尔喀号驱逐舰在挪威沿海的大雪天气中发生碰撞事故。两舰受损都不严重，各自驶到了原定的目的地。在船坞中检修时发现，“廓尔喀”号舰尾的螺旋桨保护架将“凯利”号的舰首戳开了一个口子。英国海军部对这次碰撞事件进行了讯问，但由于当时海面状况恶劣，因此两舰舰长都没有受到处罚。
1940年5月9日，蒙巴顿率领第五驱逐舰分队在英吉利海域巡逻，接到巡逻机发回的报告，称发现一支德国布雷船队。蒙巴顿闻讯后率“凯利”号、“坎大哈”号（HMS Kandahar）以及“大斗犬”号驱逐舰（HMS Bulldog）去搜捕敌舰。当天晚上23点45分，德国海军S-31号鱼雷艇向“凯利”号发射了两枚鱼雷，将其炸伤。在“凯利”号大修的时间里，蒙巴顿将旗舰转移到“标枪”号（HMS Javelin (F61)）驱逐舰以指挥第五驱逐舰分队，在11月和德国海军发生战斗，“长矛”号受创，而德舰无一损失，蒙巴顿因此受到指责。
1941年4月，第五驱逐舰分队调到地中海。在5月的克里特战役中，“凯利”号在5月23日上午遭到大批德国飞机轰炸，最终被炸沉，128名舰员遇难，包括蒙巴顿在内的38人幸存。

### 逐步高升
“凯利”号沉没后，蒙巴顿奉命前往美国，就任“光辉”号航空母舰舰长。当时该舰正在美国大修。1941年10月，蒙巴顿被丘吉尔召回英国，被指定为“联合作战司令部”的领导人，负责制订两栖联合登陆作战的计划。蒙巴顿升任海军准将，并在1942年被同时授予海、陆、空三军的中将军衔。蒙巴顿的职权包括担当联合作战的技术顾问；负责训练计划，创办训练学校；研究各种联合作战战术，从小规模突袭到大规模两栖作战；指导和监督联合作战所需技术装备的研制和发展。
蒙巴顿担任联合作战司令后，对德国目标发动了一系列的突袭，包括1941年10月用伞兵摧毁挪威瓦格索的重水工厂；1942年2月袭击法国沿海的德国雷达站；1942年3月对德国占领下的法国圣纳泽尔港的突击；以及同年5月英国和南非军队在迭戈-苏亚雷斯港实施登陆，对维希法国统治下的马达加斯加岛进行“预防性占领”。
1941年6月22日苏德开战后，以及美国参战后，斯大林不断要求英国和美国在西欧大陆开辟“第二战场”。为了进行登陆战术验证，同时向苏联表明盟国尚没有实力开辟陆上战场，丘吉尔指示联合作战司令部，设法在法国北部搞一次较大规模的两栖登陆突袭。突击计划在1942年5月拟好，当时的行动代号叫“开辙犁行动”（Operation Rutter），后来改成了“禧年行动”（Operation Jubilee），現稱第厄普突擊戰。突袭的地点选在了法国北部的迪厄普。1942年8月18日上午10时，蒙巴顿下令开始实施登陆行动。由于情报泄露、准备不充分等多方面原因，登陆部队在8月19日上岸后不久即被德军击败。参加禧年行动的6090人中有1027人阵亡、2340人被俘。
迪厄普突袭失败后，为掩盖盟军在西西里岛登陆的企图，英国海军情报处展开了代号为“肉馅”的欺敌活动，诱使希特勒认为盟军的下一步目标是占领撒丁岛以及希腊。蒙巴顿配合海军情报处的行动，亲笔撰写了欺敌行动所需的信件。西西里登陆成功后，蒙巴顿和丘吉尔前往加拿大的魁北克，参加美英首脑的“四分仪”会议，在这次会议上，他被任命为盟军东南亚战区（SEAC）最高司令官，协调这一战区的海、陆、空军联合作战，晉階海军上将。

#### 盟军东南亚战区最高司令

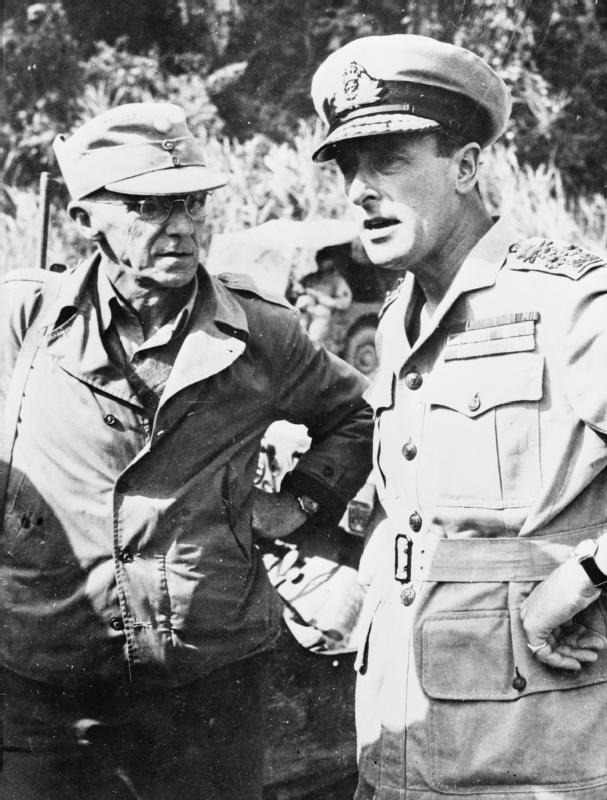
1944年，蒙巴顿与副司令约瑟夫·史迪威（左）交谈

1943年10月6日，蒙巴顿抵达新德里，正式就任东南亚战区最高司令，协调指挥中国-缅甸-印度战场的各场战役。在他指挥下，盟军先后在若开战役、英帕尔战役、科希马战役中击败日军的进攻，并于1945年初在缅甸发动了反攻，缅甸成为除菲律宾以外盟军在日本宣布投降前唯一“收复”的殖民地。1945年9月12日，蒙巴顿在新加坡市政厅举行了盟国东南亚战区的正式受降仪式。
战争结束后，蒙巴顿的军衔由战时海军上将和陆空军中将变为海军少将，并在1946年1月2日被任命为地中海舰队第一巡洋舰队司令。为了奖赏蒙巴顿在整个战争期间的功劳，特别是作为盟军东南亚战区总司令在缅甸击败日军的战绩，在艾德礼首相的建议下，他在1946年8月23日被英王乔治六世封为缅甸的蒙巴頓子爵，接着又在1947年10月28日加封缅甸的蒙巴頓伯爵和罗姆塞男爵。由于蒙巴顿没有儿子，因此英王特许这个爵位可以传授给其长女帕特里夏。

### 印度总督
1946年12月18日，英国内阁决定由蒙巴顿出任最后一任印度副王兼总督（Viceroy and Governor-General）。1947年3月22日，蒙巴顿夫妇抵达新德里，于3月24日即位。
二战结束后，由于中国、朝鲜、越南、印尼等远东国家和殖民地相继爆发了共产主义革命或反西方的民族独立运动，决心尽快给予印度独立地位的英国工党内阁采取了多项准备工作，加快了印度独立的进程，第一步是推进印度的宪政改革，将更多的权力分散到印度人（印度教徒和穆斯林）手中。第二步是宣布英国政府将不再充当决定印度前途的角色，只起协调和维护印度法律与秩序的作用。甘地、以及印度国大党领袖尼赫鲁和帕特尔等人都希望建立一个统一的印度国家，蒙巴顿也赞同印度统一建国，以便扶植建立一个亲西方的亚洲大国，抗衡东亚和东南亚的共产革命浪潮。而全印度穆斯林联盟领袖真纳则希望成立单独的巴基斯坦国，并以发动内战相威胁。1947年4月10日，谈判最终破裂，为避免内战爆发，蒙巴顿在印度国大党同意分治的前提下，开始制订印巴分治方案，即《蒙巴顿方案》。5月13日，蒙巴顿将拟好的方案发给印度临时内阁讨论。6月3日晚上7点，蒙巴顿在全印广播电台发表讲话，阐述了英国政府战后对印政策的一贯主张以及国大党与穆斯林联盟之间的分歧，然后全文宣读了《蒙巴顿方案》的内容。
决定印巴分治后，蒙巴顿对当时印度半独立的565个土邦国进行了大量劝说工作，劝其加入印度（国大党只允许6个土邦加入巴基斯坦），而不要选择独立。经过劝说，绝大多数土邦与印度签署了合并协议，只有海德拉巴和克什米尔两个土邦希图保持独立地位。海德拉巴后于1949年被印度出兵占领，克什米尔则被印度和巴基斯坦分占。
1947年8月14日，蒙巴顿在卡拉奇主持了巴基斯坦独立仪式，随后又于8月15日在新德里主持了印度独立仪式。原英属印度帝国变为印度自治领后，蒙巴顿的“副王”头衔也被取消，但他被印度聘请为独立后的第一任总督（巴基斯坦自治领总督由真纳担任）。

### 冷战生涯
1948年6月20日，蒙巴顿辞去印度总督职务，返回英国，重新担任地中海舰队第一巡洋舰队司令。1950年6月，已升為海军中将的蒙巴顿调离地中海舰队，就任第四海务大臣，负责皇家海军的补给、军饷和后勤工作。1952年5月，蒙巴顿被任命为地中海舰队总司令。
1955年3月21日至1959年，蒙巴顿出任皇家海军第一海务大臣。1956年，晋升为海军元帅。1959年5月22日，麦克米伦首相任命蒙巴顿元帅为英國国防参谋长和参谋长委员会主席，成为英国海陸空軍的最高专职统帅。蒙巴顿上任后设法撤消各军种参谋部，设立统一的三军联合计划参谋部，并由他担任这个机构的常任主席。不过由于遭到各军种参谋长的消极抵制，这个构想没能实现。蒙巴顿把这个办法用到了駐外英军身上，分别在塞浦路斯、亚丁和新加坡设立了三个联合司令部，分别指挥近东、中东和远东的英国海陆空军部队。在他的努力下，长期独立存在的陆军部、海军部和空军部在1964年分别改为三军委员会，并统一归于国防部和英国防务会议之下。此外蒙巴顿还为加强美英防务合作进行了不懈的努力，为英国引进了“北极星”弹道导弹和建造核潜艇的技术。但蒙巴顿在国防参谋长任内也做了一些有争议的事，比如取消TSR-2轰炸机项目。

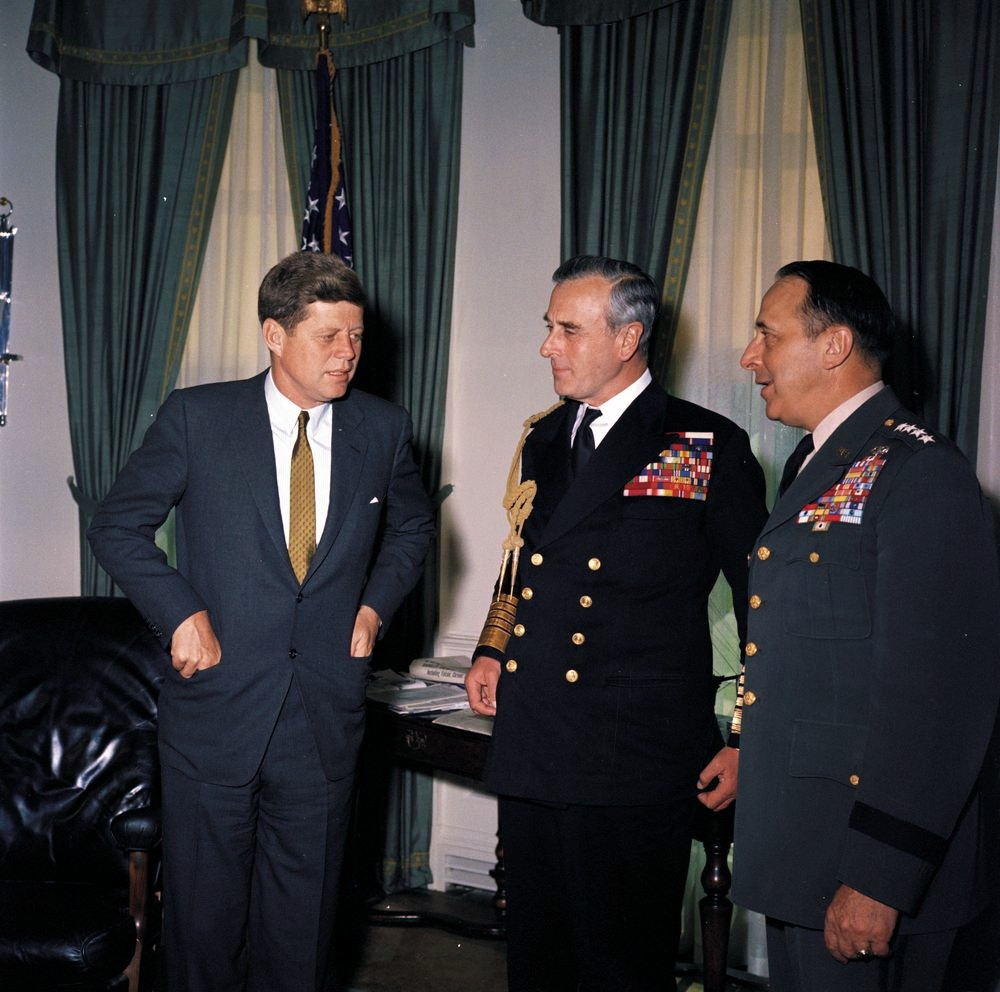
1961年4月，蒙巴顿在美國白宮橢圓形辦公室內與總統约翰·肯尼迪及参联会主席李曼·雷姆尼澤交談

### 晚年生涯
1965年6月30日，蒙巴顿从国防参谋长职位上退休。他退休后居住在汉普郡罗姆塞（Romsey）的布罗德兰兹庄园（Broadlands）。由于蒙巴顿在欧洲王室有众多亲戚，在英联邦和美国军界也有众多故交，因此他退休后经常成为英国的非官方特使，参加外事活动，例如1973年出席瑞典国王古斯塔夫六世的国葬、1974年访问中国、1975年出席尼泊尔国王比兰德拉的加冕典礼等。
1965年11月11日，伊恩·史密斯宣布罗得西亚单方面独立，建立白人少数政权。威尔逊担任首相的英国工党内阁一方面坚持“NIBMAR”（没有实现非洲人多数统治之前不能独立）的原则，不承认罗得西亚的非法独立，并对其实施经济制裁，另一方面准备采取一项名为“蒙巴顿使团方案”的行动。蒙巴顿作为英国政府特使派往罗得西亚，与反对单方面独立的汉弗莱·吉布斯总督一道建立一个联合抵制运动，有可能的话，蒙巴顿使团将联合罗得西亚军队中忠于英国的高层军官，发动一场推翻种族主义政府的军事政变。英国广播公司将派出工作人员，协助政变部队干扰罗得西亚国家电视台和电台的信号。蒙巴顿虽然表示同意，但是对其可行性提出置疑。11月26日，罗得西亚政府软禁总督，英国飞机被禁止降落，切断了同英国的一切联系，“蒙巴顿使团”方案无疾而终。
1968年，蒙巴顿牵涉到英国国内的一场政变传闻中。1968年5月5日，他的朋友休·卡德利普（Hugh Cudlipp）把英国传媒巨头、軍情五處的秘密代理人塞西尔·金（Baron Cecil King）、以及英国政府首席科学顾问朱克曼请到布罗德兰兹庄园，一起讨论如何振兴国家精神的问题。金告诉蒙巴顿，在英国国防部、三军和情报部门中，已经形成了一个反对工党政府的右翼军官集团，如果蒙巴顿同意出面做最高领袖，他们将动员国防部的少壮军官集团和桑赫斯特军校的学员，在伦敦发动突然袭击，派出机枪封锁道路并实行戒严，逮捕威尔逊首相和其他工党要员，并将其递交军事法庭，以审判其“叛国罪”。蒙巴顿勋爵，以其在军队和国民中的崇高声望，将成为“救国政府”（Government of national salvation）的最高独裁者。虽然蒙巴顿拒绝参加政变，但此事后来被当事人披露，引起公众哗然。
晚年的蒙巴顿参加了纪录片《海军元帅蒙巴顿伯爵的时代和生平》的拍摄工作。身为王室中年龄最大的政治家，他还是菲利普亲王和查爾斯三世父子的精神导师，与查尔斯三世互称“我的名誉祖父”和“我的名誉孙子”。

### 遇刺身亡
退休后的蒙巴顿喜爱到爱尔兰斯莱戈郡的马勒莫度假。由于该地位于爱尔兰和北爱的边界，经常被爱尔兰共和军用作藏身地，故爱尔兰和平卫队（国家警察）早就对蒙巴顿发出数次警告，指他有被谋杀的可能，但蒙巴顿没有重视。1979年8月27日，蒙巴顿携家人在马勒莫小码头乘坐“幻影五号”游艇捕虾。一名爱尔兰共和军成员，托马斯·麦克马洪（Thomas McMahon），早时趁船上无人值守时安装了一枚重达23千克的炸弹，随后当蒙巴顿一家都上船后，麦克马洪引爆了船上的炸弹，致使蒙巴顿的双腿几近被炸断。虽然蒙巴顿很快就被附近渔民救起，但在上岸前便因伤重而死。同船身亡的还有他14岁的双胞胎外孙之一尼古拉斯·纳奇布尔，他女婿的母亲布拉伯恩女爵，以及船上的15岁爱尔兰籍船员保罗·麦克斯韦尔。随船的蒙巴顿长女帕特里夏和丈夫的两腿都被炸断，但两人均存活。 爱尔兰共和军则迅速表示对此事负责，且宣称謀殺蒙巴顿是“为了吸引英国民众对（英国政府）持续侵占北爱尔兰行为的关注”。新芬党当时的副党魁盖瑞·亚当斯则称爱尔兰共和军对蒙巴顿的谋杀行动“恰恰是蒙巴顿一生都在对他人做的事”。
刺杀蒙巴顿的凶手麦克马洪在1979年底被控谋杀罪，不过在1998年依据《贝尔法斯特协议》中的条例被释放。他至今仍然住在爱尔兰，且未对蒙巴顿的死表有任何歉意，仅为两名少年的死表示懊悔。

### 葬礼

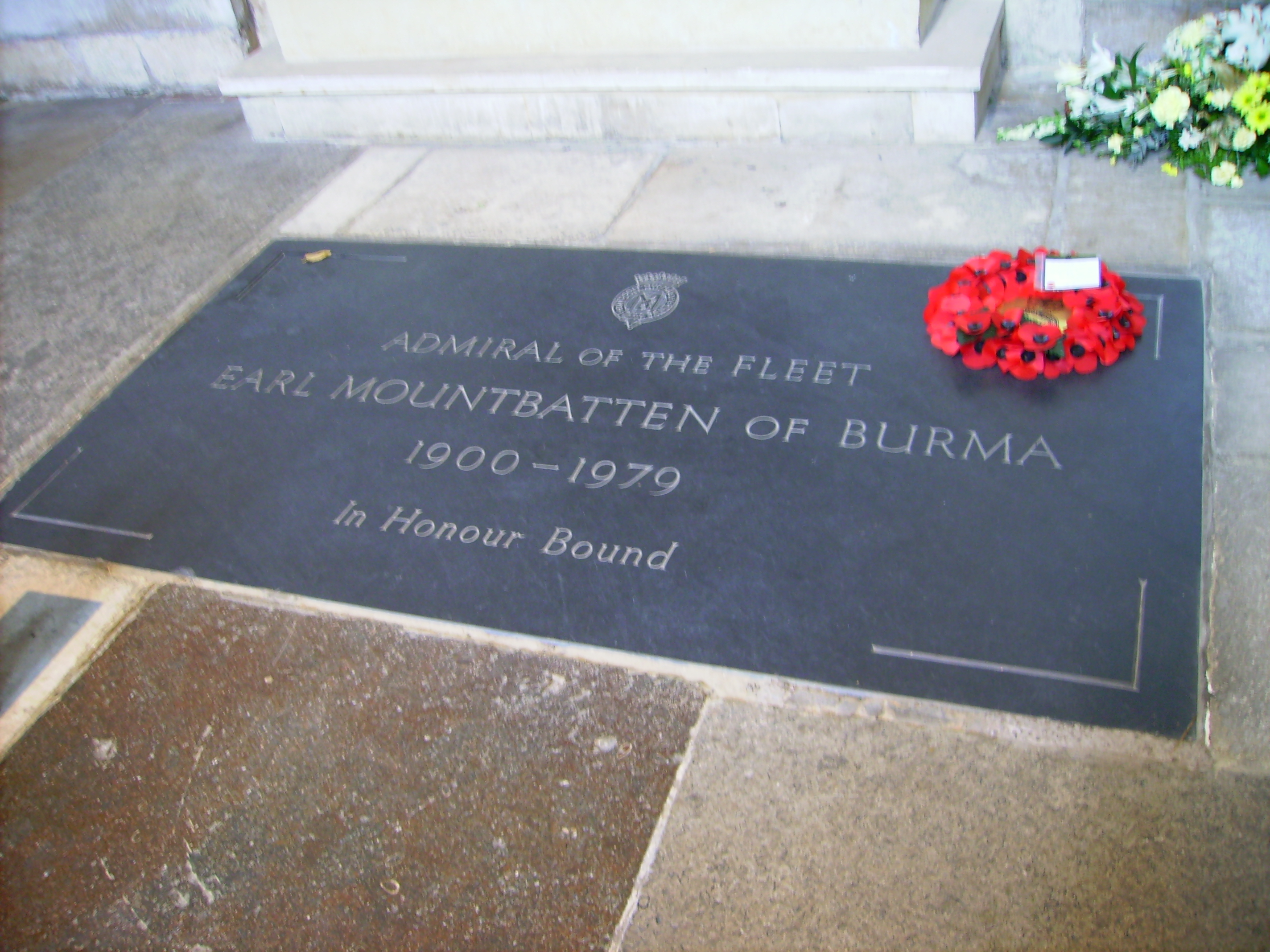
罗姆西修道院内的蒙巴顿勋爵的墓碑石

1979年9月5日，蒙巴顿的礼葬在威斯敏斯特教堂举行，英国王室及欧洲各王室的成员均有出席葬礼。送葬队伍自惠灵顿军营出发，沿途有数千人围观，队伍包括英国海陆空三军的代表，以及来自缅甸、印度、美国、法国与加拿大的军人，蒙巴顿的灵柩则由一百余位皇家海军士兵以皇家海军国葬炮车运载。蒙巴顿的葬礼也是18世纪以来威斯敏斯特教堂举行的首次重大王家葬礼，在电视转播的仪式中，蒙巴顿的侄孙查尔斯王储为其诵读诗篇第107篇的经文，坎特伯雷大主教唐纳德·科根在悼词中颂扬其毕生成就与"对皇家海军的终生奉献" 。仪式结束后，他被安葬进罗姆西修道院，尸体则由德斯蒙德·亨利进行防腐处理。 

## 个人生活

### 婚姻与家庭

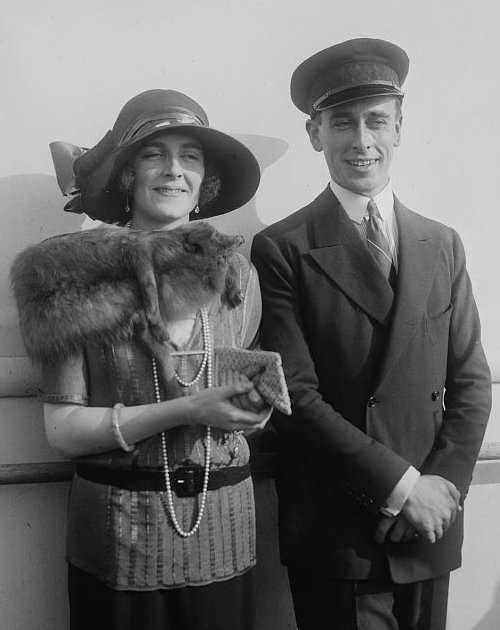
蒙巴頓與妻子埃德温娜，攝於1920年代

1922年7月18日，蒙巴顿与埃德温娜·阿什利结婚，埃德温娜是时任英国交通部次长威尔弗里德·阿什利的长女，也是英国犹太裔金融大亨欧内斯特·卡赛尔最亲密的外孙女。婚后，夫妇二人前往欧洲与北美度蜜月，游览了“蜜月圣地”尼亞加拉瀑布，并在美国加州主演了查理·卓别林为其创作的11分钟喜剧短片《友善》。
蒙巴顿曾承认自己和妻子“有很大一部分时间是在他人的床上度过的”，他也与法国名媛、多维尔市长夫人约拉·勒泰利耶在战间期有过婚外情。1960年埃德温娜去世后，蒙巴顿与多位年轻女子有过婚外情，其中最首要的是奥斯卡影后、美国女星雪莉·麦克雷恩。 
蒙巴顿与埃德温娜有两个女儿：长女帕特里夏·蒙巴顿与次女帕梅拉·蒙巴顿，二人都当过伊丽莎白二世的女官。

### 性取向争议
2019年，曾于1948年担任蒙巴顿司机的罗恩·佩克斯揭露：蒙巴顿喜好造访马耳他拉巴特的“红楼”，该场所为高档同性恋妓院，主要供海军军官使用。同年公开的1944年FBI文件亦援引德希斯男爵夫人的采访，称蒙巴顿夫妇“私德极为败坏”，而蒙巴顿本人更是“众所周知的同性恋者，对男孩有变态般的癖好” 。然而蒙巴顿的私人秘书约翰·巴勒特表示，蒙巴顿并非同性恋，其同性恋行为也不可能不为他所知。

## 头衔与荣誉

### 头衔

蒙巴顿伯爵紋章的盾徽

- 1900年6月25日—1917年7月14日：巴滕貝格的路易斯王子殿下
His Serene Highness Prince Louis of Battenberg
- 1917年7月14日—1917年11月7日：路易斯·蒙巴頓紳士
Louis Mountbatten, Esq.
- 1917年11月7日—1946年8月23日：路易斯·蒙巴頓勛爵
Lord Louis Mountbatten
- 1946年8月23日—1947年2月21日：非常尊敬的蒙巴頓子爵[48]
The Right Honourable The Viscount Mountbatten of Burma
- 1947年2月21日—1947年10月28日：非常尊敬的蒙巴頓子爵閣下[49]
His Excellency The Right Honourable The Viscount Mountbatten of Burma
- 1947年10月28日—1948年6月21日：非常尊敬的蒙巴頓伯爵閣下[50]
His Excellency The Right Honourable The Earl Mountbatten of Burma
- 1948年6月21日—1979年8月27日：非常尊敬的蒙巴頓伯爵
The Right Honourable The Earl Mountbatten of Burma

### 英国勋章奖章

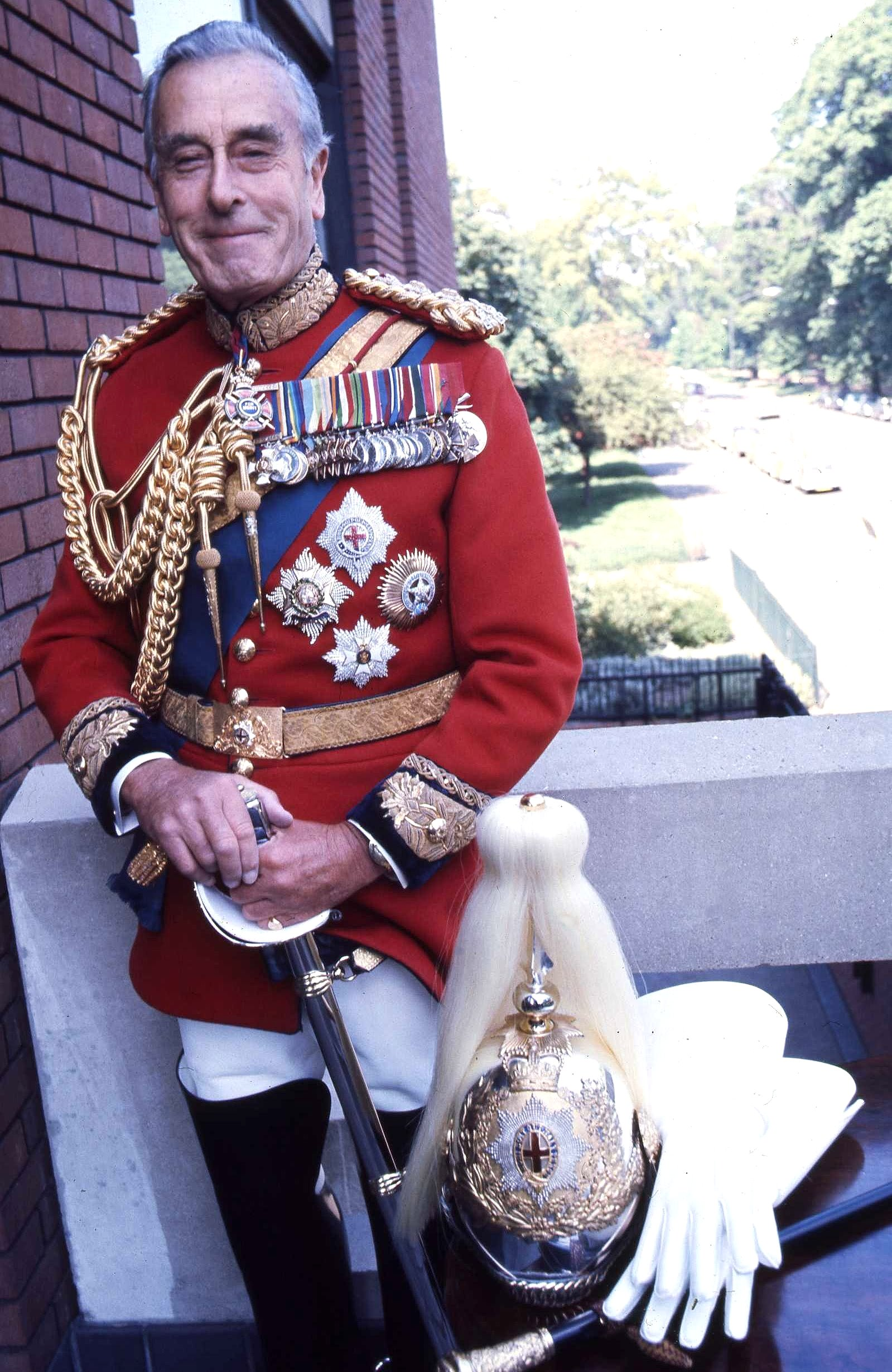
蒙巴顿穿着内近卫骑兵团的荣誉司令制服，挂满各类勋章（摄于1976年）

- 1937年：维多利亚皇家爵级大十字勋章 Knight Grand Cross of the Royal Victorian Order – GCVO (1920: MVO, 1922: KCVO)
- 1941年：优异服务勋章 Distinguished Service Order – DSO
- 1943年：圣约翰骑士团骑士 Knight of Justice of St John – KJStJ
- 1946年：嘉德骑士 Knight of the Garter – KG
- 1947年：印度之星爵级大司令 Knight Grand Commander of the Star of India – GCSI
- 1947年：印度帝国爵级大司令 Knight Grand Commander of the Indian Empire – GCIE
- 1955年：巴思爵级大十字勋位 Knight Grand Cross of the Bath – GCB (1943: CB, 1945: KCB}
- 1956年：Grand Commander of the Order of Thiri Thudhamma (Burma)
- 1965年：功績勋章 Member of the Order of Merit – OM

### 外国勋章奖章
| 国家           | 时间          | 勋章或奖章                     | 绶带 | 勋衔      |
| -------------- | ------------- | ------------------------------ | ---- | --------- |
| 黑森大公国     |               | 路德维希大十字勋章             |      |           |
| 西班牙王国     | 1922          | 骑士大十字级天主教伊莎贝拉勋章 |      | gcYC      |
| 埃及王国       | 1922          | 尼罗河四级勋章                 |      |           |
| 大日本帝国     | 1922          | 勋四等旭日小绶章               |      |           |
| 罗马尼亚王国   | 1924          | 大十字级罗马尼亚王冠勋章       |      |           |
| 罗马尼亚王国   | 1937          | 大十字级罗马尼亚之星勋章       |      |           |
| 美利坚合众国   | 1943          | 总司令级功绩勋章               |      |           |
| 美利坚合众国   | 1945          | 陆军杰出服役勋章               |      |           |
| 美利坚合众国   | 1945          | 亚太战役勋章                   |      |           |
| 中华民国       | 1945年3月21日 | 特种大绶云麾勋章               |      |           |
| 暹罗王国       | 1946年1月21日 | 一等白象大绶勋章               |      | PCh (KCE) |
| 尼泊尔王国     | 1946年5月10日 | 一等尼泊尔之星勋章             |      |           |
| 尼泊尔王国     | 1975年2月14日 | 比兰德拉加冕勋章               |      |           |
| 法兰西共和国   | 1946年6月3日  | 大十字级法国荣誉军团勋章       |      |           |
| 法兰西共和国   | 1946年6月3日  | 1939-1945年战争十字勳章        |      |           |
| 希腊王国       | 1946          | 大十字级乔治一世勋章           |      |           |
| 希腊王国       | 1941          | 希腊战功十字勋章               |      |           |
| 荷兰王国       | 1948          | 骑士大十字级尼德兰之狮勋章     |      |           |
| 印度自治领     | 1949          | 印度独立勋章                   |      |           |
| 葡萄牙共和国   | 1951          | 阿维什大十字勋章               |      | GCA       |
| 瑞典王国       | 1952          | 皇家六翼天使勋章               |      | RSerafO   |
| 缅甸联邦       | 1956          | 大指挥官级最光荣的真理勋章     |      |           |
| 埃塞俄比亚帝国 | 1965          | 大绶级所罗门封印勋章           |      |           |
| 丹麦王国       | 1962          | 大十字级丹麦国旗勋章           |      | S.K.      |
| 马尔代夫共和国 | 1972          | 伊祖丁杰出统治勛章颈饰         |      |           |

### 脚注
1. ↑  . British Museum.   [2021-09-07].
2. ↑  Zuckerman & 1981，第355–364页
3. 1 2  Montgomery-Massingberd & 1973，第303–304页
4. ↑  Queen Victoria. . queenvictoriasjournals.org. 1900-07-17  [2019-08-05].
5. 1 2  . Life. 17 August 1942: 63  [20 September 2012] –Google Books.
6. ↑  Ziegler & 2011
7. 1 2  Heathcote & 2002，第183页
8. ↑  King，Wilson & 2003，第49页
9. ↑  Hough & 1984，第317页
10. 1 2 3 4 5 6  Heathcote & 2002，第184页
11. ↑  Ziegler & 1985，第46页
12. ↑  Ziegler & 1985，第47-49页
13. ↑  Smith & 2010，第66页
14. ↑  . London Gazette. 1921-09-20.
15. ↑  Ziegler & 1985，第59页
16. ↑  Ziegler & 1985，第73页
17. ↑  . London Gazette. 24 April 1928.
18. ↑  . London Gazette. 3 January 1933.
19. ↑  . London Gazette (Supplement). 19 June 1936.
20. ↑  Zuckerman & 1981，第354–366页
21. ↑  Mishra, Pankaj. . The New Yorker.   [10 April 2021]. （原始内容存档于6 July 2014）.
22. ↑  Lanham, Fritz. . Chron. 5 August 2007  [10 April 2021]. （原始内容存档于10 April 2021）.
23. ↑  . London Gazette. 2 July 1937.
24. ↑  Heathcote & 2002，第185页
25. 1 2  . 時代雜誌. 1979-09-10  [2012-09-20]. （原始内容存档于2012-09-23）.
26. 1 2  . BBC News.   [2012-09-20]. （原始内容存档于2008-01-21）.
27. ↑  . The Guardian. Londong. 1979-08-28  [2012-09-20]. （原始内容存档于2011-06-02）.
28. ↑  . The Telegraph (London). 2012-07-01  [2012-09-20]. （原始内容存档于2012-08-29）.
29. ↑  English, Richard. Armed Struggle: The History of the IRA. Pan Macmillan, 2004. p.220
30. ↑  Amfitheatrof, Erik. . 時代雜誌. 1979-11-19  [2015-05-19]. （原始内容存档于2015-02-10）.
31. ↑  Queen forced to put aside IRA murder of Lord Mountbatten to meet McGuinness （页面存档备份，存于） from Daily Telegraph, 27 June 2012, retrieved 5 September 2014
32. ↑  . www.commsmuseum.co.uk.   [15 May 2021]. （原始内容存档于15 May 2021）.
33. ↑  Range, M. . Boydell Press. 2016: 304  [17 March 2024]. ISBN 978-1-78327-092-7. （原始内容存档于17 March 2024）.
34. ↑  . BBC. 5 September 1979  [28 January 2013]. （原始内容存档于1 January 2008）.
35. ↑  Vickers & 1989，第42页
36. ↑  Wilson & 2016，Kindle locations 33727-33728
37. ↑  . Christopher Henley Limited.   [16 March 2014]. （原始内容存档于14 September 2013）.
38. ↑  . Imperial War Museum.   [28 January 2013]. （原始内容存档于14 May 2013）.
39. ↑  . Charlie Chaplin Official Website.   [2022-08-05].
40. ↑  Ziegler & 1985，第53页
41. ↑  Hicks & 2012，第24页
42. 1 2  Lownie, Andrew. . The Times. 7 November 2017.
43. ↑  Shukla, Srijan. . ThePrint. 25 August 2019e.
44. ↑  Corby, Tom. . obituary. The Guardian. 15 June 2017.
45. ↑  . maltatoday. 2019-08-18.
46. ↑  . Irish Central. 20 August 2019  [17 May 2020]. （原始内容存档于11 May 2020）.
47. ↑  Tucker, Grant. . The Sunday Times. 18 August 2019  [31 March 2021]. （原始内容存档于10 April 2021）.
48. ↑  . London Gazette. 27 August 1946.
49. ↑  . London Gazette. 25 March 1947.
50. ↑  . London Gazette. 28 October 1947.
51. 1 2  . The Cambridge University Heraldic & Genealogical Society.   [7 October 2023].
52. 1 2 3 4 5 6 7  . Kingston upon Thames, Surrey: Kelly's Directories. 1976: 882 –Google Books.
53. 1 2  Ziegler (1989), pp. 18, 254.
54. ↑  . London Gazette (Supplement). 5 October 1945.
55. ↑  . 國民政府公報 (國民政府文官處). 1945-03-24, 渝第764號: 1页  [2021-10-26]. （原始内容存档于2021-10-26）.
56. 1 2 3  . Pittsburgh Post-Gazette. Associated Press. 17 July 1965  [13 September 2013] –Google News.
57. ↑  Ziegler (1988), p. 288
58. ↑  Ziegler (1988), p. 341
59. ↑  . London Gazette (Supplement). 1 November 1946.
60. ↑  . London Gazette (Supplement). 24 April 1942.
61. ↑  . London Gazette. 13 January 1948.
62. ↑  . The President's Office. Government of the Republic of Maldives. 5 June 2013  [2 October 2023].

### 引用来源
- Ahmed, Akbar S. . London: Routledge. 1997. ISBN 978-0-415-14966-2.
- Aubenas, Sylvie; Chardin, Virginie; Demange, Xavier. . Chronicle Books. 2007. ISBN 978-0-8118-5942-4.
- Barratt, John; Ritchie, Jean. . London: Sidgwick & Jackson. 1991. ISBN 978-0-283-06098-4.
- Dimbleby, Jonathan. . New York: Morrow. 1994. ISBN 978-0-688-12996-5.
- English, Richard. . London: Pan Macmillan. 2004. ISBN 978-0-330-49388-8.
- Gilbert, Martin. . London: Minerva. 1988. ISBN 978-0-7493-9104-1.
- Greenberg, Jonathan D. . Comparative Studies of South Asia, Africa and the Middle East. 2005, 25 (1): 89–110. S2CID 145076643. doi:10.1215/1089201x-25-1-89.
- Guha, Ramachandra. . London: Pan. 2008. ISBN 978-0-330-39611-0.
- Healey, Denis. . London: Michael Joseph. 1989. ISBN 978-0-413-77796-6.
- Heathcote, Tony. . Havertown: Pen & Sword. 2002. ISBN 978-0-85052-835-0.
- Hicks, Pamela. . London: Weidenfeld & Nicolson. 2012. ISBN 978-0-297-86482-0.
- Hodson, H. V. . The Round Table. 1980, 70 (277): 102–106  [17 December 2021]. ISSN 0035-8533. doi:10.1080/00358538008453429. （原始内容存档于31 March 2024）.
- Hough, Richard.  2nd. London: Weidenfeld and Nicolson. 1984. ISBN 978-0-297-78470-8.
- Jalal, Ayesha. . Cambridge University Press. 1994. ISBN 978-0-521-45850-4.
- Junor, Penny. . New York: Thomas Dunne Books. 2005. ISBN 978-0-312-35274-5.
- Khan, Yasmin. . New Haven: Yale University Press. 2007. ISBN 978-0-300-12078-3.
- Khanna, K. K. . United Service Institution. 2015  [20 August 2019]. ISBN 978-93-82652-93-9. （原始内容存档于31 March 2024） –Google Books.
- King, Greg; Wilson, Penny. . Hoboken, New Jersey: Wiley. 2003. ISBN 978-0-471-20768-9.
- Lee, Brian. . Aldershot: Scolar Press. 1999. ISBN 978-0-85967-883-4.
- Lownie, Andrew. . London: Blink Publishing. 2019. ISBN 978-1-64313-791-9.
- March, Edgar J. . Guildford, England: Billing & Sons. 1966. OCLC 1894771.
- McGrath, Allen. . Karachi: Oxford University Press. 1996  [22 August 2020]. ISBN 978-0-19-577583-9. （原始内容存档于28 March 2024）.
- Moloney, Ed. . London: Allen Lane. 2002. ISBN 978-0-393-32502-7.
- Montefiore, Simon Sebag. . New York: Knopf. 2004. ISBN 978-1-4000-4230-2.
- Montgomery-Massingberd, Hugh. . London: Burke's Peerage. 1973. ISBN 978-0-220-66222-6.
- Moore, Chris. . Dublin: Marino Press. 1996. ISBN 978-1-86023-029-5.
- Mountbatten, Louis. . International Security. Winter 1979–1980, 4 (3): 3–5. JSTOR 2626691. S2CID 154271535. doi:10.2307/2626691.
- Murphy, Hugh; Oddy, Derek J. . London: Society for Nautical Research. 2010. ISBN 978-0-902387-01-0.
- Niemi, Robert. . Santa Barbara, California: ABC-CLIO. 2006. ISBN 978-1-57607-952-2 –Google Books.
- O'Brien, Brendan. . Dublin: The O'Brien Press. 1995. ISBN 978-0-86278-606-9.
- Otway, Lieutenant-Colonel T.B.H. . Imperial War Museum. 1990. ISBN 978-0-901627-57-5.
- Park, Keith.  (PDF). London: War Office. August 1946  [29 September 2012]. （原始内容存档 (PDF)于2 January 2019） –Hyperwar Foundation. published in . London Gazette (Supplement). 13 April 1951.
- Patton, Allyson. . British Heritage. March 2005, 26 (1): 14–17. ISSN 0195-2633.
- Powell, Charles. . Houndmills: MacMillan Press, St. Antony's Series. 1996. ISBN 978-0-333-54726-7.
- Rankin, Nicholas. . Faber & Faber. 2011. ISBN 978-0-571-25062-2.
- Sardesai, Damodar. . Boulder, Colorado: Westview. 2007. ISBN 978-0-8133-4352-5.
- Schofield, Victoria. . New York: I.B.Tauris. 2010. ISBN 978-1-84885-105-4.
- Seward, Ingrid. . Simon & Schuster. 2015  [22 August 2020]. ISBN 978-1-4711-5097-5. （原始内容存档于31 March 2024）.
- Smith, Adrian. . London: I B Tauris & Co Ltd. 2010. ISBN 978-1-848-85374-4.
- ——— . . Contemporary British History. 2012, 26 (4): 489–508  [27 December 2019]. S2CID 145579429. doi:10.1080/13619462.2012.676912. （原始内容存档于27 December 2019）.
- ——— . . History. 2013, 98 (329): 105–134. JSTOR 24429571. doi:10.1111/j.1468-229X.2012.00576.x .
- Stoessinger, John. . Boston: Wadsworth–Cengage Learning. 2010. ISBN 978-0-495-79718-0.
- Talbot, Ian; Singh, Gurharpal. . Cambridge: Cambridge University Press. 2009. ISBN 978-0-521-67256-6.
- Thompson, Julian. . London: Pan. 2001. ISBN 978-0-330-37702-7.
- Tunzelmann, Alex von. . London: Simon & Schuster. 2007. ISBN 978-0-7432-8588-9.
- Vickers, Hugo. . Royalty Monthly. November 1989: 42.
- ——— . . London: Hamish Hamilton. 2000. ISBN 978-0-241-13686-7.
- ——— . . London: Boxtree. 1994. ISBN 1-85283-510-9.
- Villa, Brian Loring. . Oxford: Oxford University Press. 1989. ISBN 978-0-19-540804-1.
- White, Matthew. . New York: W. W. Norton. 2012. ISBN 978-0-393-08192-3.
- Wilson, Scott.  3rd; Kindle. McFarland & Company, Inc. 2016. ISBN 978-1-4766-2599-7.
- Wolpert, Stanley A. . Oxford: Oxford University Press. 2006. ISBN 978-0-19-539394-1.
- Ziegler, Philip. . London: HarperCollins. 1985. ISBN 978-0-00-216543-3.
- ——— . .  Online. 牛津大學出版社. January 2011 [first published 2004]. doi:10.1093/ref:odnb/31480. 需要订阅或英国公共图书馆会员资格
- Ziegler, Philip (编).  1st. London: William Collins Sons & Co. 1988. ISBN 0-00-217607-6.
- ———  (编). . London: HarperCollins. 1989  [22 August 2020]. ISBN 978-0-00-217606-4. （原始内容存档于31 March 2024） –Google Books.
- Zuckerman, Lord. . Biographical Memoirs of Fellows of the Royal Society. 1981-11, 27: 354–366. JSTOR 769876. S2CID 72216772. doi:10.1098/rsbm.1981.0014.

## 扩展阅读
- Ankit, Rakesh. . Contemporary British History. 2021, 35 (4): 569–596. ISSN 1361-9462. S2CID 237793636. doi:10.1080/13619462.2021.1944113 .
- Coll, Rebecca. . Historical Journal of Film, Radio and Television. 2017, 37 (4): 665–682  [18 September 2022]. ISSN 0143-9685. S2CID 159708448. doi:10.1080/01439685.2016.1187847. （原始内容存档于29 November 2022）.
- Copland, Ian. . Journal of Imperial and Commonwealth History. 1993, 21 (2): 385–408. ISSN 0308-6534. doi:10.1080/03086539308582896.
- Grove, Eric; Rohan, Sally Rohan. . Contemporary British History. 1999, 13 (2): 98–116. ISSN 1361-9462. doi:10.1080/13619469908581531.
- Hough, Richard. . London: Weidenfeld & Nicolson. 1980. ISBN 978-0-297-77805-9.
- Knatchbull, Timothy. . London: Arrow. 2010. ISBN 978-0-09-954358-9.
- Leigh, David. . London: Heinemann. 1988. ISBN 978-0-434-41340-9.
- McLynn, Frank. . New Haven, Connecticut: Yale University Press. 2011. ISBN 978-0-300-17836-4.
- Moore, R. J. . Journal of Commonwealth & Comparative Politics. 1981, 19 (1): 5–43. ISSN 0306-3631. doi:10.1080/14662048108447372.
- Murfett, Malcolm. . Westport, Connecticut: Praeger. 1995. ISBN 978-0-275-94231-1.
- Neillands, Robin. . Bloomington, Indiana: Indiana University Press. 2005. ISBN 978-0-253-34781-7.
- Nordenvall, Per.  [The Royal Order of the Seraphim 1748–1998]. Stockholm: Kungl. Maj:ts orden. 1998. ISBN 978-91-630-6744-0 （瑞典语）.
- Ritter, Jonathan Templin. . Denton, Texas: University of North Texas Press. 2017. ISBN 978-1-57441-674-9.
- Roberts, Andrew. . London: Phoenix. 2004. ISBN 978-1-85799-213-7.
- Smith, Adrian. . Twentieth Century British History. 1991, 2 (3): 291–327. doi:10.1093/tcbh/2.3.291.
- ——— . . Historical Journal of Film, Radio and Television. August 2006, 26 (3): 395–416. S2CID 191491309. doi:10.1080/01439680600799421.
- Terraine, John. . London: Hutchinson. 1968. ISBN 978-0-09-088810-8.
- Villa, Brian Loring; Henshaw, Peter J. . Canadian Historical Review. June 1998, 79 (2): 304–315. ISSN 0008-3755.
- Wheen, Francis. . London: Fourth Estate. 2001. ISBN 978-1-84115-575-3.
- Ziegler, Philip (编). . London: Collins. 1987. ISBN 0-00-217608-4.

| 聯合王國貴族爵位  | 聯合王國貴族爵位           | 聯合王國貴族爵位                                   |
| ----------------- | -------------------------- | -------------------------------------------------- |
| 新頭銜            | 緬甸的蒙巴頓伯爵 1947–1979 | 繼任者： 帕特里夏·蒙巴顿，第二代緬甸的蒙巴頓女伯爵 |
| 新頭銜            | 緬甸的蒙巴頓子爵 1946–1979 | 繼任者： 帕特里夏·蒙巴顿，第二代緬甸的蒙巴頓女伯爵 |
| 官衔              |                            |                                                    |
| 前任： 韦维尔伯爵 | 印度总督                   | 繼任： 查克拉瓦尔蒂·拉贾戈帕拉查理                 |